# Smagne
Smagne é um rio localizado na França.